# Liste der Abgeordneten zum Österreichischen Abgeordnetenhaus (VIII. Legislaturperiode)
Diese Liste der Abgeordneten zum Österreichischen Abgeordnetenhaus (VIII. Legislaturperiode) listet alle Abgeordneten zum österreichischen Abgeordnetenhaus während der VIII. Legislaturperiode auf. Die Legislaturperiode umfasste eine Session, die von 1891 bis 1897 reichte.
| Name                                      | Kurie                               | Region                             | Kronland         | Anmerkung |
| ----------------------------------------- | ----------------------------------- | ---------------------------------- | ---------------- | --- |
| Abrahamowicz David                        | Landgemeinden                       | Lemberg, Grodek etc.               | Galizien         | |
| Abrahamowicz Eugenjusz                    | Großgrundbesitz                     |                                    | Galizien         | |
| Adámek Karl                               | Landgemeinden                       | Reichenau, Senftenberg etc.        | Böhmen           | |
| Aresin-Fatton Josef                       | Großgrundbesitz                     |                                    | Mähren           | |
| Attems Edmund                             | Großgrundbesitz                     |                                    | Steiermark       | am 21. Februar 1895 als Nachfolger von Karl Stürgkh angelobt |
| Attems Franz                              | Großgrundbesitz                     |                                    | Steiermark       | Mandatsniederlegung in der Sitzung am 16. Oktober 1894 verkündet |
| Auersperg Erwin                           | Großgrundbesitz                     | Krain                              | Krain            | am 27. Oktober 1891 als Nachfolger von Benno Taufferer angelobt |
| Augsten Ferdinand                         | Landgemeinden                       | Reichenberg, Böhmisch-Aicha etc.   | Böhmen           | am 6. März 1893 als Nachfolger von Emil Müller angelobt |
| Auspitz Rudolf                            | Handels- und Gewerbekammer          | Brünn                              | Mähren           | am 13. Dezember 1892 als Nachfolger von Julius Gomperz angelobt |
| Baernreither Josef Maria                  | Großgrundbesitz                     |                                    | Böhmen           | |
| Bareuther Ernst                           | Städte                              | Eger, Franzensbad etc.             | Böhmen           | |
| Bartoli Matteo                            | Großgrundbesitz                     |                                    | Istrien          | am 13. April 1891 angelobt |
| Barwiński Aleksander                      | Landgemeinden                       | Brody, Kamionka etc.               | Galizien         | |
| Bauer Alois                               | Landgemeinden                       | Saaz, Komotau, Brüx etc.           | Böhmen           | |
| Baumgartner Cölestin                      | Großgrundbesitz                     |                                    | Oberösterreich   | |
| Bažant Johann                             | Handels- und Gewerbekammer          | Brünn                              | Mähren           | am 5. Juli 1895 als Nachfolger von Josef Neuwirth angelobt |
| Bazzanella Emanuele                       | Landgemeinden                       | Trient, Borgo etc.                 | Tirol            | |
| Beer Adolf                                | Städte                              | Sternberg, Neustadt etc.           | Mähren           | |
| Beeß Georg                                | Großgrundbesitz                     |                                    | Schlesien        | |
| Belcredi Ludvík                           | Großgrundbesitz                     |                                    | Böhmen           | am 11. Mai 1891 angelobt |
| Bendel Josef                              | Städte                              | Gablonz, Liebenau etc.             | Böhmen           | |
| Benoé Atanazy                             | Großgrundbesitz                     |                                    | Galizien         | am 9. März 1894 verstorben |
| Berchtold Sigismund                       | Großgrundbesitz                     |                                    | Mähren           | |
| Biankini Juraj                            | Landgemeinden                       | Sebenico, Berlicca, Knin           | Dalmatien        | am 19. Februar 1892 als Nachfolger von Augustin Masovčić angelobt |
| Bieliński Leon                            | Städte                              | Stanislau, Tyśmienica etc.         | Galizien         | Mandatsniederlegung in der Sitzung am 26. April 1892 verkündet |
| Blažek Gabriel                            | Städte                              | Prag (Altstadt)                    | Böhmen           | |
| Bloch Josef Samuel                        | Städte                              | Kolomyja, Buczacz etc.             | Galizien         | Mandatsniederlegung in der Sitzung am 22. Oktober 1895 verkündet |
| Bohaty Adolf                              | Handels- und Gewerbekammer          | Reichenberg                        | Böhmen           | |
| Bonda Marino                              | Höchstbesteuerte                    |                                    | Dalmatien        | |
| Böns Franz                                | Landgemeinden                       | Leitmeritz, Wegstädtl, Aussig etc. | Böhmen           | am 13. April 1891 angelobt |
| Borčić Lovro                              | Städte / Handels- und Gewerbekammer | Spalato etc. / Spalato, Ragusa     | Dalmatien        | |
| Borkowski-Dunin Miecislaus Ignaz          | Landgemeinden                       | Zalcszezyki, Borszczów etc.        | Galizien         | |
| Brenner-Felsach Josef                     | Großgrundbesitz                     |                                    | Niederösterreich | |
| Březnovský Václav                         | Städte                              | Pribram, Birkenberg etc.           | Böhmen           | am 10. Oktober 1893 als Nachfolger von Blasisus Mixa angelobt |
| Bryliński Josef                           | Landgemeinden                       | Żółkiew, Sokal, Rawa etc.          | Galizien         | 1893 verstorben |
| Brzorád Edvard                            |                                     | Deutsch-Brod, Polná etc.           | Böhmen           | |
| Bulat Cajetan                             | Landgemeinden                       | Spalato, Brazza, Lesina, Lissa     | Dalmatien        | |
| Burgstaller von Bidischini Josef          | Städte                              | Triest, 2. und 3. Wahlkörper       | Triest           | |
| Byk Emil                                  | Städte                              | Brody, Złoczów etc.                | Galizien         | |
| Campi Alois                               | Großgrundbesitz                     | zweiter Wahlkörper                 | Tirol            | |
| Chlumecký Johann                          | Städte                              | Brünn                              | Mähren           | |
| Chotek Ferdinand                          | Großgrundbesitz                     |                                    | Böhmen           | am 9. März 1894 angelobt |
| Chotkowski Ladislaus                      | Landgemeinden                       | Krakau, Wieliczka etc.             | Galizien         | |
| Chrzanowski Leon                          | Großgrundbesitz                     |                                    | Galizien         | |
| Ciani Johann                              | Städte                              | Trient, Cles, Fondo etc.           | Tirol            | |
| Cieński Stanislaus                        | Großgrundbesitz                     |                                    | Galizien         | am 13. April 1891 angelobt, Mandatsniederlegung in der Sitzung am 22. Oktober 1895 verkündet |
| Clam-Martinic Gottfried                   | Großgrundbesitz                     |                                    | Böhmen           | am 22. Oktober 1895 als Nachfolger für Eugen Wratislaw von Mitrovic angelobt, Mandatsverzicht in der Sitzung am 10. März 1896 verkündet                                                                                        |
| Coronini-Cronberg Franz                   | Städte / Handels- und Gewerbekammer | Görz, Cormons etc. / Görz          | Görz             | Mandatsniederlegung in der Sitzung am 22. Oktober 1895 verkündet |
| Coronini-Cronberg Alfred                  | Großgrundbesitz                     |                                    | Görz             | |
| Czartoryski Georg                         | Landgemeinden                       | Jaroslau, Cieszanów etc.           | Galizien         | am 13. April 1891 angelobt und am selben Tag ins Herrenhaus berufen |
| Czaykowski Alfons                         | Großgrundbesitz                     |                                    | Galizien         | am 30. November 1892 verstorben |
| Czaykowski Władysław Wiktor               | Landgemeinden                       | Trembowla, Husiatyn etc.           | Galizien         | |
| Czecz-Lindenwald Hermann                  | Landgemeinden                       | Biała, Saybusz etc.                | Galizien         | |
| Czerkawski Eusebius                       | Städte                              | Tarnopol, Brzeżany etc.            | Galizien         | Mandatsverzicht in der Sitzung am 13. Oktober 1893 verkündet |
| Czernin Eugen                             | Großgrundbesitz                     |                                    | Böhmen           | Mandatsverzicht nach Berufung ins Herrenhaus am 9. April 1891 |
| Czernin Eugen, Dr.                        | Großgrundbesitz                     |                                    | Böhmen           | |
| Dapar Nikola                              | Landgemeinden                       | Zara, Pargo, Arbe etc.             | Dalmatien        | |
| Debiasi Johann                            | Großgrundbesitz                     | zweiter Wahlkörper                 | Tirol            | |
| Demel Wladimir                            | Städte / Handels- und Gewerbekammer | Troppau / Troppau                  | Schlesien        | am 18. März 1893 für Hubert Fuß angelobt |
| Demel von Elswehr Johann                  | Städte                              | Teschen, Friedeck, Freistadt       | Schlesien        | am 25. September 1892 verstorben |
| Demel von Elswehr Leonhard                | Städte                              | Teschen, Friedeck, Freistadt       | Schlesien        | am 31. Oktober 1895 für Soebislaus Klucki angelobt |
| Derschatta von Standhalt Julius           | Städte                              | Graz (Vorstädte)                   | Steiermark       | Mandatsverzicht in der Sitzung am 8. Jänner 1892 verkündet |
| Deym von Střitež Ferdinand                | Großgrundbesitz                     |                                    | Böhmen           | |
| Di Pauli Josef                            | Städte                              | Brixen, Sterzing, Klausen etc.     | Tirol            | |
| Dobernig Josef Wolfgang                   | Städte                              | Klagenfurt                         | Kärnten          | am 22. Oktober 1895 als Nachfolger von Victor Rainer-Harbach angelobt |
| Doblhamer Gregor                          | Landgemeinden                       | Ried, Braunau etc.                 | Oberösterreich   | |
| Doblhoff Rudolf                           | Großgrundbesitz                     |                                    | Niederösterreich | am 10. Oktober 1893 als Nachfolger von Leopold Gudenus angelobt |
| Doblhoff-Dier Heinrich                    | Großgrundbesitz                     |                                    | Niederösterreich | |
| Doležal Jindřich                          | Landgemeinden                       | Kolin, Podebrad etc.               | Böhmen           | Mandatsverzicht in der Sitzung am 16. Oktober 1894 verkündet |
| Dostal Karl                               | Städte                              | Tabor, Patzau etc.                 | Böhmen           | |
| Dötz August                               | Landgemeinden                       | Zwettl, Dobersberg etc.            | Niederösterreich | |
| Dubsky Adolf                              | Großgrundbesitz                     |                                    | Mähren           | |
| Dubsky Guido                              | Großgrundbesitz                     |                                    | Mähren           | |
| Dumreicher Armand                         | Handels- und Gewerbekammer          | Klagenfurt                         | Kärnten          | am 16. April 1891 angelobt, Mandatsniederlegung in der Sitzung am 22. Oktober 1895 verkündet |
| Dvořák Jan                                | Landgemeinden                       | Königgrätz, Jaromer etc.           | Böhmen           | |
| Dyk Emanuelle                             | Landgemeinden                       | Pilsen, Kralowic etc.              | Böhmen           | |
| Dzieduszycki Adalbert                     | Großgrundbesitz                     |                                    | Galizien         | am 28. Oktober 1895 als Nachfolger von Stanislaus Cieński angelobt |
| Ebenhoch Alfred                           | Landgemeinden                       | Rohrbach, Urfahr                   | Oberösterreich   | |
| Edlbacher August                          | Städte                              | Steyr, Kremsmünster etc.           | Oberösterreich   | Mandatsverzicht in der Sitzung am 27. November 1895 verkündet |
| Eim Gustav                                | Städte                              | Leitomischl, Policka etc.          | Böhmen           | |
| Elbl Anton                                | Städte                              | St. Veit, Friesach, Wolfsberg etc. | Kärnten          | |
| Eltz Alfred                               | Großgrundbesitz                     |                                    | Niederösterreich | |
| Engel Emanuel                             | Städte                              | Kolin, Podebrad etc.               | Böhmen           | |
| Engel Josef                               | Städte                              | Olmütz, Deutsch-Brodek etc.        | Mähren           | am 9. Juli 1895 als Nachfolger von August Weeber angelobt |
| Erb Leopold                               | Städte                              | Steyr, Kremsmünster etc.           | Oberösterreich   | am 15. Februar 1896 als Nachfolger von Leopold Erb angelobt |
| Exner Wilhelm                             | Städte                              | Wien, I. Bezirk                    | Niederösterreich | |
| Fabian Václav                             | Großgrundbesitz                     |                                    | Böhmen           | |
| Falkenhayn Julius, Graf von               | Großgrundbesitz                     |                                    | Oberösterreich   | |
| Fanderlik Josef                           | Städte                              | Neustadtl, Jarmeritz etc.          | Mähren           | am 8. Mai 1895 verstorben |
| Ferjančič Andreas                         | Landgemeinden                       | Adelsberg, Loitsch etc.            | Krain            | |
| Fischer Karol Józef                       | Landgemeinden                       | Rzeszów, Kolbuszowa etc.           | Galizien         | am 21. Februar 1895 als Nachfolger von Zdzislav Tyszkiewicz angelobt |
| Forcher-Ainbach Konrad                    | Städte                              | Judenburg, Neumarkt, Murau etc.    | Steiermark       | am 23. Mai 1892 als Nachfolger von Heinrich Reicher angelobt |
| Foregger Richard                          | Städte                              | Cilli, Rann, Schönstein etc.       | Steiermark       | |
| Formánek Václav                           | Landgemeinden                       | Chrudim, Nassaberg etc.            | Böhmen           | |
| Fořt Josef                                | Handels- und Gewerbekammer          | Prag                               | Böhmen           | am 10. Oktober 1893 als Nachfolger von Wenzel Němec angelobt, Mandatsverzicht in der Sitzung am 10. März 1896 verkündet |
| Fournier August                           | Städte                              | Teschen, Bodenbach etc.            | Böhmen           | |
| Fries August                              | Großgrundbesitz                     | Mähren                             | Mähren           | am 23. April 1891 angelobt |
| Fuchs Viktor                              | Landgemeinden                       | St. Johann, Tamsweg                | Salzburg         | |
| Funke Alois                               | Städte                              | Leitmeritz, Lobositz etc.          | Böhmen           | am 22. Februar 1894 als Nachfolger von Anton Meißler angelobt |
| Fürnkranz Heinrich                        | Landgemeinden                       | Krems, Mautern, Horn etc.          | Niederösterreich | am 28. Dezember 1897 verstorben |
| Fürstl von Teichek Rudolf                 | Großgrundbesitz                     |                                    | Böhmen           | |
| Fuß Hubert                                | Städte / Handels- und Gewerbekammer | Troppau / Troppau                  | Schlesien        | am 25. Oktober 1893 verstorben |
| Fux Hugo                                  | Landgemeinden                       | Neutitschein, Weißkirchen etc.     | Mähren           | am 17. Jänner 1893 als Nachfolger von Hugo Fux angelobt |
| Garnhaft Karl                             | Landgemeinden                       | Mistelbach, Feldsberg etc.         | Niederösterreich | |
| Gasser Vincenz                            | Landgemeinden                       | Imst, Reutte, Landeck etc.         | Tirol            | |
| Gessmann Albert                           | Städte                              | Wien, VII. Bezirk                  | Niederösterreich | |
| Ghon Karl                                 | Landgemeinden                       | Villach, Ferlach etc.              | Kärnten          | |
| Globočnik Anton                           | Städte                              | Adelsberg, Idria etc.              | Krain            | Mandatsverzicht in der Sitzung am 15. Februar 1896 verkündet |
| Gniewosz-Olexów Edward                    | Landgemeinden                       | Sanok, Brzozów etc.                | Galizien         | |
| Gniewosz-Olexów Wladimir                  | Großgrundbesitz                     |                                    | Galizien         | |
| Gołuchowski Adam                          | Großgrundbesitz                     |                                    | Galizien         | |
| Gomperz Julius                            | Handels- und Gewerbekammer          | Brünn                              | Mähren           | Mandatsverzicht infolge Berufung ins Herrenhaus vom 31. Oktober 1892 |
| Götz Leopold                              | Städte                              | Nikolsburg, Auspitz etc.           | Mähren           | |
| Gregorčič Anton                           | Landgemeinden                       | Görz, Tolmein, Sessana etc.        | Görz             | |
| Gregorec Leopold                          | Landgemeinden                       | Pettau, Rohitsch, Luttenberg etc.  | Steiermark       | |
| Grégr Eduard                              | Landgemeinden                       | Raudnitz, Melnik etc.              | Böhmen           | |
| Groß Gustav                               | Städte                              | Iglau, Trebitsch etc.              | Mähren           | |
| Gudenus Leopold                           | Großgrundbesitz                     |                                    | Niederösterreich | Mandatsverzicht in der Sitzung am 10. Oktober 1893 verkündet |
| Haase Johann                              | Städte                              | Znaim, Daschitz etc.               | Mähren           | |
| Haase Theodor                             | Städte                              | Bielitz, Schwarzwasser etc.        | Schlesien        | |
| Habermann Josef                           | Städte                              | Neutitschein, Stramberg etc.       | Mähren           | |
| Habicher Franz                            | Städte                              | Mährisch-Trübau, Zwittau etc.      | Mähren           | |
| Hackelberg-Landau Rudolf Adam von         | Großgrundbesitz                     |                                    | Steiermark       | am 16. April 1891 angelobt |
| Hagenhofer Franz                          | Landgemeinden                       | Hartberg, Weiz etc.                | Steiermark       | |
| Hájek Max                                 | Handelskammer                       | Pilsen                             | Böhmen           | |
| Hallwich Hermann                          | Städte                              | Trautenau, Hohenelbe etc.          | Böhmen           | |
| Hauck Wilhelm Philipp                     | Städte                              | Wien, IV. und X. Bezirk            | Niederösterreich | am 5. Juni 1891 angelobt |
| Hayden Christoph Sigmund                  | Großgrundbesitz                     |                                    | Oberösterreich   | am 7. Juni 1895 als Nachfolger von Eduard Haden angelobt |
| Hayden Eduard                             | Großgrundbesitz                     |                                    | Oberösterreich   | am 25. Mai 1891 angelobt, am 6. März 1895 verstorben |
| Heilsberg Josef Alfred                    | Städte                              | Bruck, Leoben, Aflenz etc.         | Steiermark       | 1894 verstorben |
| Heinemann Ludwig                          | Städte                              | Krems, Stein, Zwettl etc.          | Niederösterreich | |
| Helcelet Stibor                           | Landgemeinden                       | Brünn. Wischau etc.                | Mähren           | |
| Hellrigl Adalbert                         | Großgrundbesitz                     | zweiter Wahlkörper                 | Tirol            | |
| Henzel Seweryn                            | Großgrundbesitz                     |                                    | Galizien         | |
| Herbst Eduard                             | Städte                              | Wien, I. Bezirk                    | Niederösterreich | am 25. Juni 1892 verstorben |
| Herk Blasius                              | Landgemeinden                       | Judenburg, Murau etc.              | Steiermark       | |
| Herold Josef                              | Städte                              | Caslau, Kuttenberg etc.            | Böhmen           | |
| Hielle Karl                               | Städte                              | Rumburg, Schönlinde etc.           | Böhmen           | am 17. November 1891 verstorben |
| Hirsch Gustav                             | Großgrundbesitz                     |                                    | Schlesien        | |
| Hlávka Josef                              | Großgrundbesitz                     |                                    | Böhmen           | nie angelobt, sondern ins Herrenhaus berufen |
| Hoch Josef                                | Landgemeinden                       | Kremsier, Prerau etc.              | Mähren           | am 6. Mai 1895 verstorben |
| Hofmann Vinzenz                           | Landgemeinden                       | Mies, Bischofteinitz etc.          | Böhmen           | |
| Hofmann von Wellenhof Paul                | Städte                              | Graz (Innere Stadt)                | Steiermark       | Mandatsverzicht in der Sitzung am 9. Oktober 1896 verkündet |
| Hofmokl Michael                           | Städte                              | Stanislau, Tyśmienica etc.         | Galizien         | am 10. Mai 1892 als Nachfolger von Leon Bieliński angelobt |
| Hohenlohe-Waldenburg-Schillingsfürst Egon | Städte / Handels- und Gewerbekammer | Görz, Gradisca etc. / Görz         | Görz             | am 22. Oktober 1895 als Nachfolger von Franz Coronini-Cronberg angelobt, 1896 verstorben |
| Hohenwart Karl                            | Landgemeinden                       | Krainburg, Stein etc.              | Krain            | |
| Hompesch-Bollheim Ferdinand               | Landgemeinden                       | Risko, Łańcut etc.                 | Galizien         | am 13. April 1891 angelobt |
| Hormuzaki Eudoxius von                    | Landgemeinden                       | Czernowitz, Sereth etc.            | Bukowina         | |
| Horodyski Cornel                          | Landgemeinden                       | Buczacz, Czortków etc.             | Galizien         | am 11. November 1895 als Nachfolger von Nikolaus Wolański angelobt |
| Hübner Viktor                             | Landgemeinden                       | Nikolsburg, Znaim etc.             | Mähren           | |
| Hütter Heinrich                           | Landgemeinden                       | Krumau, Neuhaus etc.               | Böhmen           | |
| Jaksch von Wartenhorst Friedrich          | Großgrundbesitz                     |                                    | Böhmen           | |
| Janda Heřman                              | Landgemeinden                       | Karolinenthal etc.                 | Böhmen           | am 9. Juli 1895 als Nachfolger von František Tilšer angelobt |
| Jaques Heinrich                           | Städte                              | Wien, I. Bezirk                    | Niederösterreich | am 25. Jänner 1894 verstorben |
| Jaworski Apolinary                        | Großgrundbesitz                     |                                    | Galizien         | |
| Jax Gottfried                             | Städte                              | St. Pölten, Scheibbs etc.          | Niederösterreich | |
| Jędrzejowicz Adam                         | Städte                              | Jaroslau, Rzeszów etc.             | Galizien         | |
| Jordán Andrea                             | Landgemeinden                       | Gradisca, Cormons etc.             | Görz             | |
| Kaftan Jan                                | Städte                              | Prag (Kleinseite, Hradschin etc.)  | Böhmen           | |
| Kaiser August                             | Landgemeinden                       | Freudenthal, Freiwaldau etc.       | Schlesien        | |
| Kaizl Josef                               | Städte                              | Karolinenthal, Smichow etc.        | Böhmen           | |
| Kaltenegger Mathias                       | Landgemeinden                       | Graz, Voitsberg etc.               | Steiermark       | |
| Karlon Alois                              | Landgemeinden                       | Leibnitz, Deutschlandsberg etc.    | Steiermark       | |
| Kathrein Theodor                          | Landgemeinden                       | Innsbruck, Sterzing etc.           | Tirol            | |
| Kaunic Wenzel                             | Städte                              | Schlan, Laun, Kladno etc.          | Böhmen           | |
| Keil Franz                                | Städte / Handels- und Gewerbekammer | Salzburg / Salzburg                | Salzburg         | |
| Kielmansegg Karl                          | Großgrundbesitz                     |                                    | Niederösterreich | |
| Kindermann Franz                          | Städte                              | Schluckenau, Hainspach etc.        | Böhmen           | |
| Kindermann Johann Hermann                 | Landgemeinden                       | Tetschen, Rumburg etc.,            | Böhmen           | am 3. April 1894 als Nachfolger von Stefan Richter angelobt |
| Kinsky Friedrich Karl                     | Großgrundbesitz                     |                                    | Böhmen           | Mandatsverzicht in der Sitzung am 10. Oktober 1893 verkündet |
| Kirschner Franz                           | Landgemeinden                       | Klagenfurt, Völkermarkt etc.       | Kärnten          | |
| Kirschner Josef                           | Landgemeinden                       | Böhmisch-Leipa, Gabel etc.         | Böhmen           | |
| Klaić Miho                                | Landgemeinden                       | Ragusa, Curzola etc.               | Dalmatien        | am 3. Jänner 1896 verstorben |
| Klaić Peter                               | Landgemeinden                       | Ragusa, Curzola etc.               | Dalmatien        | am 11. Mai 1896 als Nachfolger von Michael Klaić angelobt |
| Klein von Wisenberg Hubert                | Großgrundbesitz                     |                                    | Mähren           | am 20. Mai 1891 angelobt |
| Kleist Friedrich                          | Großgrundbesitz                     |                                    | Böhmen           | |
| Klucki Sobieslaus                         | Städte                              | Teschen, Friedeck etc.             | Schlesien        | am 5. Dezember 1892 für Johann Demel von Elswehr angelobt, Mandatsniederlegung in der Sitzung am 22. Oktober 1895 verkündet |
| Klucki Stanislaus                         | Großgrundbesitz                     |                                    | Galizien         | |
| Klun Karl                                 | Landgemeinden                       | Laibach, Littai etc.               | Krain            | am 8. Juni 1896 verstorben |
| Knoll Rudolf                              | Handelskammer                       | Eger                               | Böhmen           | am 23. November 1895 als Nachfolger von Ernst Plener angelobt |
| Koblar Anton                              | Städte                              | Adelsberg, Idra etc.               | Krain            | am 2. März 1896 als Nachfolger von Anton Globočnik angelobt |
| Kohler Johann                             | Landgemeinden                       | Bregenz, Bregenzerwald etc.        | Vorarlberg       | |
| Kokoschinegg Gustav                       | Städte                              | Marburg, Windisch-Feistritz etc.   | Steiermark       | |
| König František                           | Landgemeinden                       | Pribram, Horowitz etc.             | Böhmen           | am 16. Oktober 1894 als Nachfolger von Franz Victor Vesely angelobt |
| Kopp Josef                                | Städte                              | Wien, I. Bezirk                    | Niederösterreich | |
| Kopyciński Adam                           | Landgemeinden                       | Tarnow, Pilzno etc.                | Galizien         | |
| Koziebrodzki Ladislaus                    | Landgemeinden                       | Jaroslau, Cieszanów etc.           | Galizien         | am 8. Juni 1891 als Nachfolger von Georg Czartoryski angelobt, 1893 verstorben |
| Kozłowski-Bolesta Wladimir                | Großgrundbesitz                     |                                    | Galizien         | |
| Kraiński Władysław                        | Großgrundbesitz                     |                                    | Galizien         | am 13. April 1891 angelobt |
| Kramář Karel                              | Landgemeinden                       | Jičín, Neupaka etc.                | Böhmen           | |
| Kraus Victor                              | Städte                              | Hartberg, Friedberg etc.           | Steiermark       | |
| Křepek Franz                              | Landgemeinden                       | Karlsbad, Joachimsthal etc.        | Böhmen           | |
| Kronawetter Ferdinand                     | Städte                              | Wien, I. Bezirk                    | Niederösterreich | am 5. November 1892 als Nachfolger von Eduard Herbst angelobt |
| Krumbholz Václav                          | Landgemeinden                       | Smichow, Königsaal etc.            | Böhmen           | |
| Krynicki Lucian                           | Städte                              | Tarnopol, Brzeżany etc.            | Galizien         | am 22. Februar 1894 als Nachfolger von Eusebius Czerkawski angelobt |
| Kübeck Max                                | Großgrundbesitz                     |                                    | Mähren           | |
| Kuenburg Gandolf                          | Städte                              | Linz, Urfahr etc.                  | Oberösterreich   | |
| Kulp Vojtěch                              | Städte                              | Kremsier, Ungarisch-Hradisch etc.  | Mähren           | |
| Kupelwieser Franz                         | Handels- und Gewerbekammer          | Leoben                             | Steiermark       | am 22. Oktober 1895 als Nachfolger von Alexander Peez angelobt |
| Kurz Vilém                                | Städte                              | Pisek, Taus etc.                   | Böhmen           | am 22. Februar 1894 als Nachfolger von Thomas Masaryk angelobt |
| Kušar Josef                               | Städte / Handels- und Gewerbekammer | Laibach / Laibach                  | Krain            | |
| Kvekić Radoslav                           | Landgemeinden                       | Cattaro, Risano etc.               | Dalmatien        | |
| Kyrle Eduard                              | Städte                              | Ried, Braunau etc.                 | Oberösterreich   | |
| Laginja Matko                             | Landgemeinden                       | Parenzo, Pola etc.                 | Istrien          | am 13. November 1891 als Nachfolger von Thomas Vergottini angelobt |
| Lang Čestmír                              | Landgemeinden                       | Mühlhausen, Beneschau etc.         | Böhmen           | |
| Lang Ignaz                                | Landgemeinden                       | Tabor, Sobeslau etc.               | Böhmen           | |
| Lanikiewicz Josef                         | Landgemeinden                       | Żółkiew, Sokal, Rawa etc.          | Galizien         | Nie im Abgeordnetenhaus erschienen, Mandat niedergelegt |
| Leonhardi Adolf von                       | Großgrundbesitz                     |                                    | Böhmen           | am 16. April 1891 angelobt |
| Lewakowski Karol                          | Städte                              | Lemberg                            | Galizien         | |
| Lewicki Witold                            | Städte                              | Przemyśl, Grodek etc.              | Galizien         | |
| Liechtenstein Aloys von                   | Städte                              | Wien, XVI. bis XIX. Bezirk         | Niederösterreich | |
| Lienbacher Georg                          | Landgemeinden                       | Salzburg, Golling etc.             | Salzburg         | am 14. September 1896 verstorben |
| Lilgenau Karl                             | Großgrundbesitz                     |                                    | Böhmen           | am 27. April 1895 als Nachfolger von Ludwig Freiherr von Oppenheimer angelobt |
| Lorber Franz                              | Städte                              | Bruck, Leoben, Aflenz etc.         | Steiermark       | am 21. Februar 1895 als Nachfolger von Josef Alfred Heilsberg angelobt |
| Łoś August                                | Großgrundbesitz                     |                                    | Galizien         | |
| Lubich Karl                               | Landgemeinden                       | Olmütz, Sternberg etc.             | Mähren           | am 4. Jänner 1897 verstorben |
| Ludwig Ferdinand                          | Handels- und Gewerbekammer          | Graz                               | Steiermark       | |
| Ludwigstorff Anton                        | Großgrundbesitz                     |                                    | Niederösterreich | |
| Lueger Karl                               | Städte                              | Wien, V. Bezirk                    | Niederösterreich | |
| Lupul Johann von                          | Landgemeinden                       | Radautz, Suczawa etc.              | Bukowina         | |
| Luzzatto Rafael                           | Städte                              | Triest, 1. Wahlkörper              | Triest           | |
| Madeyski-Poray Stanisław                  | Städte                              | Biała, Neu-Sandec etc.             | Galizien         | |
| Malfatti Valeriano                        | Städte / Handels- und Gewerbekammer | Roveredo, Mori etc. / Roveredo     | Tirol            | am 13. April 1891 angelobt |
| Mandyczewski Kornel                       | Landgemeinden                       | Stanislau, Nadworna etc.           | Galizien         | am 13. April 1891 angelobt |
| Marani Franz                              | Städte / Handels- und Gewerbekammer | Görz, Cormons etc. / Görz          | Görz             | am 24. November 1896 als Nachfolger von Egon Hohenlohe-Waldenburg-Schillingsfürst angelobt |
| Marchet Gustav                            | Städte                              | Baden, Mödling etc.                | Niederösterreich | |
| Marini Francesco                          | Landgemeinden                       | Cles, Fondo etc.                   | Tirol            | |
| Masaryk Tomáš                             | Städte                              | Pisek, Taus etc.                   | Böhmen           | Mandatsverzicht in der Sitzung am 10. Oktober 1893 verkündet |
| Masovčić Augustin                         | Landgemeinden                       | Sebenico, Berlicca, Knin           | Dalmatien        | Mandatsverzicht in der Sitzung am 3. Dezember 1891 verkündet |
| Mauthner Max                              | Handels- und Gewerbekammer          | Wien                               | Niederösterreich | |
| Meißler Anton                             | Städte                              | Leitmeritz, Lobositz etc.          | Böhmen           | 1893 verstorben |
| Menger Max                                | Städte                              | Jägerndorf, Olbersdorf etc.        | Schlesien        | |
| Mezník Antonín                            | Landgemeinden                       | Iglau, Trebitsch etc.              | Mähren           | |
| Milewski Józef                            | Großgrundbesitz                     |                                    | Galizien         | am 27. Oktober 1894 als Nachfolger von Tomisław Rozwadowski-Jordan angelobt |
| Miskolczy Emil                            | Städte                              | Suczawa, Sereth etc.               | Bukowina         | |
| Mixa Blažej                               | Städte                              | Pribram, Birkenberg etc.           | Böhmen           | Mandatsverzicht in der Sitzung am 10. Oktober 1893 verkündet |
| Moro Leopold                              | Großgrundbesitz                     |                                    | Kärnten          | |
| Morré Karl                                | Städte                              | Leibnitz, Deutschlandsberg etc.    | Steiermark       | nach Mandatsverzicht am 10. Oktober 1893 am selben Tag erneut angelobt |
| Morsey Franz                              | Landgemeinden                       | Feldbach, Radkersburg etc.         | Steiermark       | |
| Moscon Alfred                             | Großgrundbesitz                     |                                    | Steiermark       | am 26. November 1894 als Nachfolger von Franz Attems angelobt |
| Müller Emil                               | Landgemeinden                       | Reichenberg, Böhmisch-Aicha etc.   | Böhmen           | am 14. November 1892 verstorben |
| Muth Leopold                              | Landgemeinden                       | St. Pölten, Lilienfeld etc.        | Niederösterreich | am 17. Oktober 1893 verstorben |
| Nabergoj Ivan                             | Städte                              | Triest, 4. Wahlkörper              | Triest           | |
| Nedella Johann                            | Landgemeinden                       | Neutitschein, Weißkirchen etc.     | Mähren           | Mandatsverzicht in der Sitzung am 16. November 1892 verkündet |
| Němec Václav                              | Handels- und Gewerbekammer          | Prag                               | Böhmen           | Mandatsverzicht in der Sitzung am 18. Jänner 1892 verkündet |
| Neuber Wilhelm                            | Handels- und Gewerbekammer          | Wien                               | Niederösterreich | |
| Neuwirth Josef                            | Handels- und Gewerbekammer          | Brünn                              | Mähren           | am 20. Mai 1895 verstorben |
| Nischelwitzer Oswald                      | Landgemeinden                       | Spittal, Hermagor etc.             | Kärnten          | am 14. Mai 1894 verstorben |
| Nitsche Friedrich                         | Städte                              | Krumau, Kuplitz etc.               | Böhmen           | |
| Noske Konstantin                          | Städte                              | Wien, I. Bezirk                    | Niederösterreich | am 5. April 1894 als Nachfolger von Heinrich Jaques angelobt |
| Oberndorfer Johann                        | Landgemeinden                       | Amstetten, Ybbs etc.               | Niederösterreich | |
| Ochrymowicz Ksenofon                      | Landgemeinden                       | Stryj, Drohobycz etc.              | Galizien         | |
| Oppenheimer Ludwig                        | Großgrundbesitz                     |                                    | Böhmen           | per Schreiben vom 22. Jänner 1895 ins Herrenhaus berufen |
| Pabstmann Gustav Ludwig                   | Großgrundbesitz                     |                                    | Böhmen           | |
| Pacák Bedřich                             | Landgemeinden                       | Caslau, Kuttenberg etc.            | Böhmen           | |
| Pálffy von Erdöd Eduard                   | Großgrundbesitz                     |                                    | Böhmen           | |
| Parish von Senftenberg Oskar              | Großgrundbesitz                     |                                    | Böhmen           | am 12. Mai 1896 als Nachfolger von Gottfried Clam-Martinic angelobt |
| Pastor Leo                                | Landgemeinden                       | Jaroslau, Cieszanów etc.           | Galizien         | am 13. Oktober 1893 als Nachfolger von Leo Pastor angelobt |
| Pattai Robert                             | Städte                              | Wien, VI. Bezirk                   | Niederösterreich | |
| Peez Alexander                            | Handels- und Gewerbekammer          | Leoben                             | Steiermark       | Mandatsniederlegung in der Sitzung am 22. Oktober 1895 verkündet |
| Peitler Johann                            | Landgemeinden                       | Spittal, Hermagor etc.             | Kärnten          | am 16. Oktober 1894 als Nachfolger von Oswald Nischelwitzer angelobt |
| Pergelt Anton                             | Städte                              | Rumburg, Schönlinde etc.           | Böhmen           | am 18. Jänner 1892 als Nachfolger von Karl Hielle angelobt |
| Perić Josip Vergilij                      | Landgemeinden                       | Sign, Macarska etc.                | Dalmatien        | |
| Pernerstorfer Engelbert                   | Städte                              | Wiener Neustadt etc.               | Niederösterreich | |
| Peschka Franz                             | Landgemeinden                       | Leitomischl, Policka etc.          | Böhmen           | |
| Pfeifer Wilhelm                           | Landgemeinden                       | Rudolfswerth, Gurkfeld etc.        | Krain            | |
| Pichler Wilhelm                           | Städte                              | Saaz, Postelberg etc.              | Böhmen           | am 13. April 1891 angelobt, Mandatsniederlegung in der Sitzung am 22. Oktober 1895 verkündet |
| Piętak Leonard                            | Städte                              | Lemberg                            | Galizien         | am 10. Oktober 1893 als Nachfolger von Franciszek Smolka angelobt |
| Piniński Leon                             | Landgemeinden                       | Tarnopol, Skalat etc.              | Galizien         | |
| Pirquet Peter                             | Großgrundbesitz                     |                                    | Niederösterreich | |
| Plass Johann                              | Landgemeinden                       | Linz, Steyr etc.                   | Oberösterreich   | |
| Płażek Edwin                              | Landgemeinden                       | Zloczow etc.                       | Galizien         | Mandatsverzicht in der Sitzung am 14. Dezember 1895 verkündet |
| Plener Ernst                              | Handelskammer                       | Eger                               | Böhmen           | Mandatsverzicht mit Schreiben vom 2. Juli 1895 |
| Podlaszecki Adolf                         | Landgemeinden                       | Kolomyja, Sniatyn etc.             | Galizien         | |
| Podlewski Eduard                          | Großgrundbesitz                     |                                    | Galizien         | am 3. Februar 1893 als Nachfolger von Alfons Czaykowski angelobt |
| Poklukar Josip                            | Städte / Handels- und Gewerbekammer | Laibach / Laibach                  | Krain            | als gewählter Abgeordneter noch vor der Angelobung verstorben |
| Polak Otto                                | Städte                              | Falkenau, Elbogen etc.             | Böhmen           | |
| Pollak Leopold                            | Handelskammer                       | Budweis                            | Böhmen           | am 16. April 1891 angelobt |
| Polzhofer Rudolf                          | Landgemeinden                       | Hietzing, Bruck etc.               | Niederösterreich | |
| Popowski Josef                            | Landgemeinden                       | Wadowice, Myslenice etc.           | Galizien         | |
| Popper Heinrich                           | Handels- und Gewerbekammer          | Czernowitz                         | Bukowina         | am 4. Februar 1896 verstorben |
| Posch Alois                               | Landgemeinden                       | Bruck, Leoben etc.                 | Steiermark       | |
| Potocki Andreas                           | Großgrundbesitz                     |                                    | Galizien         | am 21. Februar 1895 als Nachfolger von Johann Stadnicki angelobt |
| Potoczek Johann                           | Landgemeinden                       | Neu-Sadec, Limanowa etc.           | Galizien         | |
| Povše Franc                               | Landgemeinden                       | Gottschee, Treffen etc.            | Krain            | |
| Prade Heinrich                            | Städte                              | Reichenberg                        | Böhmen           | |
| Pražák Alois                              | Landgemeinden                       | Boskowitz, Tischnowitz etc.        | Mähren           | am 4. August 1892 ins Herrenhaus berufen |
| Prettner Veit                             | Landgemeinden                       | St. Veit, Wolfsberg etc.           | Kärnten          | Mandatsverzicht in der Sitzung am 22. Mai 1894 verkündet |
| Promber Adolf                             | Städte                              | Weißkirchen, Leipnik etc.          | Mähren           | |
| Proskowetz Emanuel                        | Handels- und Gewerbekammer          | Olmütz                             | Mähren           | |
| Purghart Richard                          | Landgemeinden                       | Budweis, Wittingau etc.            | Böhmen           | |
| Putz von Rolsberg Karl                    | Landgemeinden                       | Troppau, Wagstadt etc.             | Schlesien        | |
| Radherny von Borutin Johann               |                                     |                                    |                  | vor Angelobung verstorben |
| Radimský Johann                           | Großgrundbesitz                     |                                    | Böhmen           | am 13. Mai 1891 angelobt |
| Rainer-Harbach Victor                     | Städte                              | Klagenfurt                         | Kärnten          | Mandatsniederlegung als Abgeordneter der Stadt Klagenfurt in der Sitzung am 22. Oktober 1895 verkündet und am selben Tag als Vertreter der Handels- und Gewerbekammer Klagenfurt und Nachfolger von Armand Dumreicher angelobt |
| Rammer Mathias                            | Landgemeinden                       | Operg, Freistadt etc.              | Oberösterreich   | |
| Rapoport von Porada Arnold                | Handels- und Gewerbekammer          | Krakau                             | Galizien         | |
| Rapp Johann                               | Landgemeinden                       | Schwaz, Kufstein etc.              | Tirol            | |
| Rašín Franz                               | Landgemeinden                       | Kolin, Podebrad etc.               | Böhmen           | am 26. November 1894 als Nachfolger Heinrich Doležal angelobt |
| Reicher Heinrich                          | Städte                              | Judenburg, Neumarkt etc.           | Steiermark       | Mandatsverzicht in der Sitzung am 26. April 1892 verkündet |
| Richter Franz                             | Städte                              | Korneuburg, Stockerau etc.         | Niederösterreich | |
| Richter Stefan                            | Landgemeinden                       | Tetschen, Rumburg etc.,            | Böhmen           | am 10. Oktober 1893 als Nachfolger von Ernst Theumer angelobt, Mandatsverzicht in der Sitzung am 22. Februar 1894 verkündet |
| Rigler Franz                              | Landgemeinden                       | Korneuburg, Ober-Hollabrunn etc.   | Niederösterreich | |
| Rizzi Lodovico                            | Städte / Handels- und Gewerbekammer | Parenzo, Pirano / Rovigno          | Istrien          | am 13. April 1891 angelobt |
| Robič Franc                               | Landgemeinden                       | Marburg, Gonobitz etc.             | Steiermark       | |
| Rogl Johann                               | Landgemeinden                       | Gmunden, Kirchdorf etc.            | Oberösterreich   | |
| Romanczúk Juljan                          | Landgemeinden                       | Kałusz, Dolina etc.                | Galizien         | |
| Rosenstock Moriz                          | Handels- und Gewerbekammer          | Brody                              | Galizien         | |
| Roser Franz                               | Landgemeinden                       | Trautenau, Hohenelbe etc.          | Böhmen           | |
| Roszkowski Gustav                         | Städte                              | Sambor, Stryj etc.                 | Galizien         | |
| Rott Josef                                | Städte                              | Czernowitz                         | Bukowina         | am 10. November 1894 als Nachfolger von Heinrich Wagner angelobt |
| Rottmayr Jakob                            | Städte                              | St. Johann, Werfen etc.            | Salzburg         | |
| Rozkošný Jan                              | Landgemeinden                       | Ungarisch-Hradisch etc.            | Mähren           | |
| Rozwadowski-Jordan Tomisław               | Großgrundbesitz                     |                                    | Galizien         | am 13. April 1891 angelobt, Mandatsverzicht in der Sitzung am 16. Oktober 1894 verkündet |
| Ruczka Ludwik                             | Landgemeinden                       | Ropczyce, Mielec etc.              | Galizien         | |
| Russ Viktor Wilhelm                       | Städte                              | Karlsbad, Joachimsthal etc.        | Böhmen           | |
| Rutowski Thaddäus                         | Städte                              | Tarnow, Bochnia etc.               | Galizien         | |
| Salvadori Giovanni                        | Landgemeinden                       | Roveredo, Riva etc.                | Tirol            | |
| Šamánek Wenzel                            | Städte                              | Prag (Neustadt)                    | Böhmen           | am 10. Oktober 1893 als Nachfolger von Wenzel Šamánek angelobt |
| Scharschmid von Adlertreu Max             | Großgrundbesitz                     |                                    | Böhmen           | |
| Schauer Johann                            | Städte                              | Wels, Eferding etc.                | Oberösterreich   | |
| Schaup Wilhelm                            | Handels- und Gewerbekammer          | Linz                               | Oberösterreich   | Mandatsverzicht mit Schreiben vom 23. November 1893 |
| Scheicher Josef                           | Landgemeinden                       | St. Pölten, Lilienfeld etc.        | Niederösterreich | am 27. Oktober 1894 als Nachfolger von Leopold Muth angelobt |
| Schider Georg                             | Großgrundbesitz                     |                                    | Salzburg         | |
| Schier Josef                              | Städte                              | Budweis                            | Böhmen           | |
| Schlesinger Josef                         | Städte                              | Wien, VIII. Bezirk                 | Niederösterreich | |
| Schneider Ernst                           | Städte                              | Wien, XI. bis XV. Bezirk           | Niederösterreich | |
| Schorn Johann                             | Landgemeinden                       | Bruneck, Brixen etc.               | Tirol            | am 13. April 1891 angelobt |
| Schücker Zdenko                           | Städte                              | Saaz, Postelberg etc.              | Böhmen           | am 5. November 1895 als Nachfolger von Wilhelm Pichler angelobt |
| Schwab Adolf                              | Handels- und Gewerbekammer          | Reichenberg                        | Böhmen           | am 19. Jänner 1897 verstorben |
| Schwarz František                         | Städte                              | Pilsen                             | Böhmen           | am 16. April 1891 angelobt |
| Schwarzenberg Friedrich                   | Großgrundbesitz                     |                                    | Böhmen           | am 3. Dezember 1895 als Nachfolger von Karl Schwarzenberg angelobt |
| Schwarzenberg Johann                      | Landgemeinden                       | Prachatitz, Winterberg etc.        | Böhmen           | |
| Schwarzenberg Karl                        | Großgrundbesitz                     |                                    | Böhmen           | Mandatsniederlegung per Schreiben vom 20. Oktober 1895; (1824–1904) |
| Schwegel Josef                            | Großgrundbesitz                     |                                    | Krain            | |
| Sehnal Václav                             | Handels- und Gewerbekammer          | Prag                               | Böhmen           | am 22. Februar 1894 als Nachfolger von Josef Wohanka angelobt |
| Seichert Ignaz                            | Landgemeinden                       | Walachisch-Meseritsch etc.         | Mähren           | |
| Serényi Otto                              | Großgrundbesitz                     |                                    | Böhmen           | |
| Siegmund Adolf                            | Städte                              | Aussig, Pardubitz etc.             | Böhmen           | |
| Šil Josef                                 | Städte                              | Jičín, Sobotka etc.                | Böhmen           | am 13. April 1891 angelobt |
| Skala Hugo                                | Städte                              | Graz (Vorstädte)                   | Steiermark       | am 26. April 1892 als Nachfolger von Julius Derschatta von Standhalt angelobt |
| Skarszewski Faustin                       | Großgrundbesitz                     |                                    | Galizien         | |
| Skrzyński Adam                            | Landgemeinden                       | Jasko, Gorlice etc.                | Galizien         | |
| Sláma František                           | Städte                              | Königgrätz, Neustadt etc.          | Böhmen           | am 13. April 1891 angelobt |
| Slavík Johann                             | Städte                              | Wittingau, Neuhaus etc.            | Böhmen           | |
| Smolka Franciszek                         | Städte                              | Lemberg                            | Galizien         | Mandatsverzicht und Rücktritt als Präsident am 17. März 1893 |
| Sokol Josef                               | Städte                              | Pardubitz, Holic etc.              | Böhmen           | |
| Sokołowski August                         | Städte                              | Krakau                             | Galizien         | |
| Sommaruga Guido                           | Städte                              | Wien, III. Bezirk                  | Niederösterreich | 1893/94 verstorben |
| Spaun Max                                 | Städte                              | Freistadt, Perg etc.               | Oberösterreich   | |
| Spens Emanuel                             | Großgrundbesitz                     |                                    | Schlesien        | |
| Spinčić Vjekoslav                         | Landgemeinden                       | Pisino, Bolosca etc.               | Istrien          | |
| Špindler Erwin                            | Städte                              | Jungblunzau. Turnau etc.           | Böhmen           | |
| Stadnicki Johann                          | Großgrundbesitz                     |                                    | Galizien         | per Schreiben vom 22. Jänner 1895 ins Herrenhaus berufen |
| Stalitz-Valrisano Karl                    | Handels- und Gewerbekammer          | Triest                             | Triest           | |
| Steiner Leopold                           | Städte                              | Wien, III. Bezirk                  | Niederösterreich | am 9. Mai 1895 als Nachfolger von Guido Sommaruga angelobt |
| Steinwender Otto                          | Städte                              | Villach, Hermagor etc.             | Kärnten          | Mandatsverzicht in der Sitzung am 22. Februar 1894 verkündet, am 6. März 1894 erneut angelobt |
| Stephanowicz Stephan                      | Großgrundbesitz                     | zweiter Wahlkörper                 | Bukowina         | |
| Stöhr Anton                               | Städte                              | Mies, Kladrau etc.                 | Böhmen           | |
| Stránský Adolf                            | Städte                              | Neustadtl, Jarmeritz etc.          | Mähren           | am 9. Juli 1895 als Nachfolger von Josef Fanderlik angelobt |
| Straszewski Maurycy                       | Landgemeinden                       | Bochnia, Brzesko etc.              | Galizien         | am 13. April 1891 angelobt |
| Struszkiewicz Ladislaus                   | Großgrundbesitz                     |                                    | Galizien         | Mandatsverzicht in der Sitzung am 5. November 1892 verkündet, am 8. November 1892 nach Wiederwahl erneut angelobt |
| Stürgkh Karl                              | Großgrundbesitz                     |                                    | Steiermark       | am 16. April 1891 angelobt, Mandatsverzicht in der Sitzung am 21. Februar 1895 verkündet |
| Styrczea Viktor                           | Großgrundbesitz                     | zweiter Wahlkörper                 | Bukowina         | Mandatsverzicht in der Sitzung am 21. Februar 1895 verkündet |
| Suess Eduard                              | Städte                              | Wien, II. Bezirk                   | Niederösterreich | |
| Šuklje Fran                               | Städte                              | Rudolfswerth, Weixelburg etc.      | Krain            | Mandatsverzicht in der Sitzung am 21. Februar 1895 verkündet |
| Šulc Wenzel                               | Großgrundbesitz                     |                                    | Böhmen           | |
| Šupuk Anton                               | Städte / Handels- und Gewerbekammer | Zara etc. / Zara                   | Dalmatien        | am 13. April 1891 angelobt |
| Šusteršič Ivan                            | Landgemeinden                       | Laibach, Littai etc.               | Krain            | am 1. Oktober 1896 angelobt |
| Suttner Gustav                            | Großgrundbesitz                     |                                    | Niederösterreich | |
| Svozil Josef                              | Landgemeinden                       | Mährisch-Trübau, Hohenstadt etc.   | Mähren           | |
| Swieży Ignacy                             | Landgemeinden                       | Teschen, Freistadt etc.            | Schlesien        | |
| Swoboda Heinrich                          | Landgemeinden                       | Plan, Tepl etc.                    | Böhmen           | |
| Sylva-Tarouca Ernst                       | Großgrundbesitz                     |                                    | Böhmen           | |
| Szczepanowski-Prus Stanislaus             | Handels- und Gewerbekammer          | Lemberg                            | Galizien         | |
| Taufferer Benno                           | Großgrundbesitz                     |                                    | Krain            | am 8. September 1891 verstorben |
| Tausche Allton                            | Landgemeinden                       | Eger, Asch etc.                    | Böhmen           | |
| Teklý Vilém                               | Landgemeinden                       | Jungblunzau, Nimburg etc.          | Böhmen           | |
| Teliszewski Constantin                    | Landgemeinden                       | Sambor, Turka etc.                 | Galizien         | |
| Graf von Terlago Robert                   | Großgrundbesitz                     | zweiter Wahlkörper                 | Tirol            | am 13. April 1891 angelobt |
| Tersch Emil                               | Großgrundbesitz                     |                                    | Mähren           | |
| Theumer Ernst                             | Landgemeinden                       | Tetschen, Rumburg etc.,            | Böhmen           | Mandatsverzicht in der Sitzung am 10. Oktober 1893 verkündet |
| Thurnher Martin                           | Landgemeinden                       | Feldkirch, Bludenz etc.            | Vorarlberg       | |
| Tilšer František                          | Landgemeinden                       | Karolinenthal etc.                 | Böhmen           | Mandatsverzicht in der Sitzung am 4. März 1895 verkündet |
| Tittinger David                           | Handels- und Gewerbekammer          | Czernowitz                         | Bukowina         | am 5. März 1896 als Nachfolger von Heinrich Popper angelobt |
| Trachtenberg Maximillian                  | Städte                              | Kolomyja, Buczacz etc.             | Galizien         | am 14. Dezember 1895 als Nachfolger von Samuel Josef Bloch angelobt |
| Treuinfels Leo Maria                      | Großgrundbesitz                     | erster Wahlkörper                  | Tirol            | |
| Trojan Pravoslav Alois                    | Städte                              | Prag (Neustadt)                    | Böhmen           | 1893 verstorben |
| Troll Walter                              | Landgemeinden                       | Neustadt, Baden etc.               | Niederösterreich | |
| Tschernigg Johann                         | Landgemeinden                       | St. Veit, Wolfsberg etc.           | Kärnten          | am 16. Oktober 1894 als Nachfolger von Veit Prettner angelobt |
| Tuček Josef                               | Landgemeinden                       | Boskowitz, Tischnowitz etc.        | Mähren           | am 5. November 1892 als Nachfolger von Alois Pražák angelobt |
| Tyszkiewicz Zdzisław                      | Landgemeinden                       | Rzeszów, Kolbuszowa etc.           | Galizien         | 1894 verstorben |
| Tyszkowski Anton                          | Landgemeinden                       | Przemyśl, Dobromil etc.            | Galizien         | am 8. Mai 1895 verstorben |
| Tyszkowski Paweł                          | Landgemeinden                       | Przemyśl, Dobromil etc.            | Galizien         | am 27. November 1895 als Nachfolger von Anton Tyszkowski angelobt |
| Vašatý Jan                                | Landgemeinden                       | Pisek etc.                         | Böhmen           | |
| Vergottini Thomas                         | Landgemeinden                       | Parenzo, Pola etc.                 | Istrien          | am 13. April 1891 angelobt, Mandatsverzicht mit Schreiben vom 9. Juni 1891 |
| Vesely Franz Victor                       | Landgemeinden                       | Pribram, Horowitz etc.             | Böhmen           | Mandatsverzicht per 21. April 1894 |
| Vielguth Hermann                          | Städte                              | Linz, Urfahr etc.                  | Oberösterreich   | |
| Višnikar Franc                            | Städte                              | Rudolfswerth, Weixelburg etc.      | Krain            | am 11. März 1895 als Nachfolger von Franz Šuklje angelobt |
| Vošnjak Mihael                            | Landgemeinden                       | Cilli, Rann etc.                   | Steiermark       | |
| Vychodil Josef                            | Landgemeinden                       | Kremsier, Prerau etc.              | Mähren           | am 9. Juli 1895 als Nachfolger von Josef Vychodil angelobt |
| Wachnianyn Anatol                         | Landgemeinden                       | Żółkiew, Sokal, Rawa etc.          | Galizien         | am 22. Februar 1894 als Nachfolger von Edwin Płażek angelobt |
| Wagner Heinrich                           | Städte                              | Czernowitz                         | Bukowina         | 1894 verstorben |
| Waibel Johann Georg                       | Städte                              | Bregenz, Feldkirch etc.            | Vorarlberg       | |
| Wannieck Friedrich                        | Städte                              | Brünn                              | Mähren           | am 16. Oktober 1894 als Nachfolger von Gustav Winterholler angelobt |
| Wassilko von Serecki Georg                | Großgrundbesitz                     | zweiter Wahlkörper                 | Bukowina         | am 8. März 1895 als Nachfolger von Viktor Styrcea angelobt |
| Weber Franz                               | Landgemeinden                       | Auspitz etc.                       | Mähren           | |
| Weeber August                             | Städte                              | Olmütz, Deutsch-Brodek etc.        | Mähren           | am 15. Mai 1895 verstorben |
| Weigel Ferdynand                          | Städte                              | Krakau                             | Galizien         | |
| Welponer Paul                             | Städte / Handels- und Gewerbekammer | Bozen, Meran etc. / Bozen          | Tirol            | am 22. Oktober 1895 als Nachfolger von Bohuslav Widmann angelobt |
| Wenger Josef                              | Landgemeinden                       | Wels, Vöcklabruck etc.             | Oberösterreich   | |
| Widmann Bohuslav                          | Städte / Handels- und Gewerbekammer | Bozen, Meran etc. / Bozen          | Tirol            | Mandatsniederlegung in der Sitzung am 22. Oktober 1895 verkündet |
| Wiedersperg Gustav                        | Großgrundbesitz                     |                                    | Böhmen           | am 13. April 1891 angelobt |
| Wielowieyski Heinrich                     | Großgrundbesitz                     |                                    | Galizien         | |
| Wildauer von Wildhausen Tobias            | Städte                              | Innsbruck                          | Tirol            | |
| Wimhölzel Johann                          | Handels- und Gewerbekammer          | Linz                               | Oberösterreich   | am 22. Februar 1894 als Nachfolger von Johann Wimhölzl angelobt |
| Winkler Alois                             | Landgemeinden                       | Salzburg, Golling etc.             | Salzburg         | am 20. November 1896 als Nachfolger von Georg Lienbacher angelobt |
| Winterholler Gustav                       | Städte                              | Brünn                              | Mähren           | 1894 verstorben |
| Włodek Zdzisław                           | Großgrundbesitz                     |                                    | Galizien         | am 22. Mai 1894 als Nachfolger von Athanas Benoë angelobt |
| Wodzicki Anton                            | Großgrundbesitz                     |                                    | Galizien         | |
| Wohanka Josef                             | Handels- und Gewerbekammer          | Prag                               | Böhmen           | Mandatsverzicht in der Sitzung am 22. Februar 1894 verkündet, am 15. April 1896 erneut als Nachfolger von Josef Fořt angelobt                                                                                                  |
| Wolan Basil                               | Landgemeinden                       | Wyżnica etc.                       | Bukowina         | |
| Wolański Nikolaus                         | Landgemeinden                       | Buczacz, Czortków etc.             | Galizien         | 1895 verstorben |
| Wolfarth Franz                            | Landgemeinden                       | Brzeżany, Rohatyn etc.             | Galizien         | |
| Wolkenstein-Trostburg Wilhelm             | Großgrundbesitz                     |                                    | Böhmen           | am 13. April 1891 angelobt |
| Wrabetz Karl                              | Städte                              | Wien, IX. Bezirk                   | Niederösterreich | |
| Wratislaw von Mitrovic Eugen              | Großgrundbesitz                     |                                    | Böhmen           | am 22. April 1895 verstorben |
| Wurmbrand Gundaker                        | Großgrundbesitz                     |                                    | Steiermark       | |
| Žáček Jan                                 | Städte                              | Holeschau etc.                     | Mähren           | |
| Zaleski Philipp                           | Großgrundbesitz                     |                                    | Galizien         | |
| Zallinger-Stillendorf Franz               | Landgemeinden                       | Bozen, Meran etc. / Bozen          | Tirol            | |
| Zedtwitz Karl Max                         | Großgrundbesitz                     |                                    | Böhmen           | am 28. Oktober 1893 als Nachfolger von Friedrich Karl Kinsky angelobt |
| Zedtwitz Karl Moritz                      | Großgrundbesitz                     |                                    | Böhmen           | |
| Zehetmayr Johann                          | Landgemeinden                       | Schärding etc.                     | Oberösterreich   | |
| Zierotin Karl                             | Großgrundbesitz                     |                                    | Mähren           | |
| Zurkan Johann                             | Großgrundbesitz                     | erster Wahlkörper                  | Bukowina         | |